# Clevelands sexdagars
Clevelands sexdagars var ett amerikanskt sexdagarslopp i bancykling som avhölls vid 16 tillfällen i Cleveland från 1933 till 1958. De två sista upplagorna var förlängda med två dagar.

## Podieplaceringar
| År             | Vinnare                                 | Tvåa                                                    | Trea                                      |
| 1932/1933 jan. | Reginald McNamara Norman Hill           | Xavier Van Slembroeck Freddy Zach                       | Dave Lands Charles Winter                 |
| 1933/1934 dec. | Jules Audy Piet van Kempen              | Frank Bartell Fred Ottevaire                            | Albert Crossley Charles Winter            |
| 1933/1934 apr. | William Peden Freddy Zach               | Henri Lepage Alfred Letourneur                          | Charles Ritter Robert Thomas              |
| 1934/1935 nov. | Gustav Kilian Werner Miethe Heinz Vopel | Albert Crossley Reginald Fielding Xavier Van Slembroeck | Jimmy Walthour Charles Winter Freddy Zach |
| 1935/1936 nov. | Alfred Letourneur Tino Reboli           | William Peden Jules Audy                                | Gérard Debaets Robert Thomas              |
| 1936/1937 jan. | Gustav Kilian Heinz Vopel               | George Dempsey Eddie Testa                              | Fred Ottevaire Charles Winter             |
| 1937/1938 jan. | Gustav Kilian Heinz Vopel               | Albert Crossley Jimmy Walthour                          | Fred Ottevaire Henry O'Brien              |
| 1938/1939 feb. | Albert Crossley Jimmy Walthour          | Angelo De Bacco Tino Reboli                             | Cecil Yates Henry O'Brien                 |
| 1939/1940 dec. | Charles Bergna Archie Bollaert          | Cesare Moretti Jr Jules Audy                            | Albert Crossley Jimmy Walthour            |
| 1939/1940 apr. | Gustav Kilian Heinz Vopel               | Charles Bergna Archie Bollaert                          | Albert Crossley Henry O'Brien             |

| År                           | Vinnare                                          | Tvåa                                     | Trea                                           |
| 1940/1941                    | ej avhållet                                      |                                          |                                                |
| 1941/1942 feb.               | Charles Bergna Angelo De Bacco                   | William Anderson Douglas Peden           | Cecil Yates Jules Audy                         |
| 1942/1943- 1946/1947         | ej avhållet                                      |                                          |                                                |
| 1947/1948 dec.               | Francis Grauss Angelo De Bacco                   | Charles Bergna Cecil Yates               | Émile Ignat Henri Surbatis                     |
| 1948/1949 jan.               | Charles Bergna Cecil Yates                       | Erwin Pesek Charly Yaccino               | Stanley Bransgrove Ferdinand Grillo            |
| 1949/1950- 1955/1956         | ej avhållet                                      |                                          |                                                |
| 1956/1957 jan.               | Herbert Weinrich Heinz Zoll                      | Alfred Strom John Tressider              | Marcel Bareth Jacques Renaud                   |
| 1957/1958 jan. 8 dagar!      | Steve Hromjack John Tressider Edward Vandevelde  | Jan Plantaz Harm Smits Walter Willaert   | Gino Guerrini Herbert Weinrich Fred Weltrowski |
| 1958/1959 okt./nov. 8 dagar! | Fred Weltrowski John Tressider Edward Vandevelde | Theo Intra Heinz Müller Herbert Weinrich | Rud Jacobsson Max Jørgensen Waldon Stanberg    |